# NHL 18
NHL 18 ist ein Eishockey-Simulations-Videospiel entwickelt von EA Canada und veröffentlicht von EA Sports. Es wurde am 15. September 2017 für die PlayStation 4 und Xbox One veröffentlicht. Es ist die 27. Ausgabe der NHL-Videospielreihe und der Nachfolger von NHL 17. Auf dem Cover des Spiels ist der Kapitän der Edmonton Oilers, Connor McDavid, zu sehen.

## Gameplay
Neben den bekannten Gameplay der NHL-Reihe wurde in NHL 18 einige neue Eigenschaften und Spielmodi hinzugefügt.

### NHL Threes
Hervorgehoben wird hierbei der brandneue Spielmodus NHL Threes, in dem man 3-gegen-3 auf einer kleineren Eisbahn spielt. NHL Threes ist von Acarde-Sportspielen inspiriert. Der Modus besitzt eine Kampagne, in der man gegen unterschiedliche Teams der NHL und AHL antritt. Durch das Spielen der Kampagne erhält man neue Trikots, Logos und Spieler. Ein Highlight des Modus ist das Spielen mit den Maskottchen der Teams, die ebenfalls wie normale Spieler freigeschaltet werden können.

### Spengler Cup
Ebenfalls wurde ein neues Turnier hinzugefügt und zwar der Spengler Cup, welches als das älteste internationale Eishockey-Mannschaftsturnier gilt. Dieses Turnier ist seit dem Dezember 2017 Update im Spiel enthalten.

### Defensive Skill Stick
Mit diesem Feature hat EA das Defensivspiel im Spiel wesentlich verändert, da man in der Verteidigung den Schläger effektiver nutzen kann.

## Teams und Änderungen
Seit NHL 18 sind erstmals die Vegas Golden Knights, das 31. NHL-Franchise enthalten. Zum ersten Mal sind im Spiel auch die Mannschaften der EBEL, HockeyAllsvenska und der Champions Hockey League spielbar.
Das Rating-System der Spieler wurde ebenfalls angepasst. Somit ist einfacher mit einem „guten“ Spieler zu spielen als mit einem „schlechten“.